# Blantyre
Blantyre là thành phố ở phía nam Malawi, là trung tâm hành chính của vùng phía nam và quận Blantyre. Thành phố này nằm bên sông Shire. Đây là thành phố lớn nhất của Malawi và là trung tâm vận tải và thương mại của cao nguyên Shire. Blantyre có các ngành chế biến thuốc lá, cà phê, lúa mì.
Blantyre có dân số chính thức năm 2003 là 646.235 người. 
Khu định cư này đã được những người truyền đạo Scotland thành lập năm 1876 và đã được đặt tên theo nơi sinh của nhà thám hiểm David Livingstone. Blantyre đã trở thành thị trấn năm 1895 và đã được hợp nhất với đô thị Blantyre-Limbe năm 1956. Blantyre đã trở thành thành phố năm 1966.
Blantyre có Sân bay quốc tế Chileka kết nối Blantyre với Nam Phi và các quốc gia châu Phi khác. 